# Yasuhito Endō
Yasuhito Endō (遠藤 保仁 Endō Yasuhito?,  nacido el 28 de enero de 1980 en Sakurajima (actual Kagoshima), Kagoshima) es un exfutbolista y entrenador japonés. Actualmente forma parte del cuerpo técnico del Gamba Osaka de la J1 League junto a Daniel Poyatos.
Como futbolista se desempeñó en la posición de centrocampista y disputó la mayor parte de su carrera en el Gamba Osaka, en donde jugó 790 partidos y marcó 125 goles. Debutó en la selección de Japón en 2002 y representó al país en tres Copas Mundiales. Se coronó campeón de la Copa Asiática en dos ocasiones y fue nombrado como el mejor jugador de Asia en 2009.
Endō anunció su retiro del fútbol profesional en enero de 2024 a los 43 años. Immediatamente después fue anunciado como nuevo entrenador adjunto del Gamba Osaka.

## Trayectoria

### Como jugador
| Club                    | País  | Año       | Partidos | Goles |
| ----------------------- | ----- | --------- | -------- | ----- |
| Yokohama Flügels        | Japón | 1998      | 20       | 1     |
| Kyoto Purple Sanga      | Japón | 1999-2000 | 62       | 10    |
| Gamba Osaka             | Japón | 2001-2021 | 790      | 125   |
| Júbilo Iwata (préstamo) | Japón | 2020-2021 | 50       | 5     |
| Júbilo Iwata            | Japón | 2022-2023 | 55       | 0     |

### Selección nacional

#### Selección juvenil
Fue convocado para participar de la Copa Mundial de Fútbol Juvenil de 1999 que se disputó en Nigeria. En octavos de final Endo logró marcar un gol ante Portugal. Finalmente Japón llegó a la final donde caería ente España por 4 a 0.

#### Selección mayor
Debutó con la Selección de fútbol de Japón el 20 de noviembre de 2002 ante la Selección Argentina. Al año siguiente fue convocado para participar de la Copa Confederaciones 2003 en donde su selección no pudo superar la primera fase. En 2004 ganó la Copa Asiática de China obteniendo un cupo para participar de la Copa Confederaciones 2005.
En 2006 disputó el Mundial de Alemania. Japón fue eliminada en la primera fase y Endō no pudo siquiera llegar a debutar en el certamen. Su revancha llegaría en la Copa Mundial de Fútbol de 2010 donde marcó un gol de falta directa en la victoria ante Dinamarca.

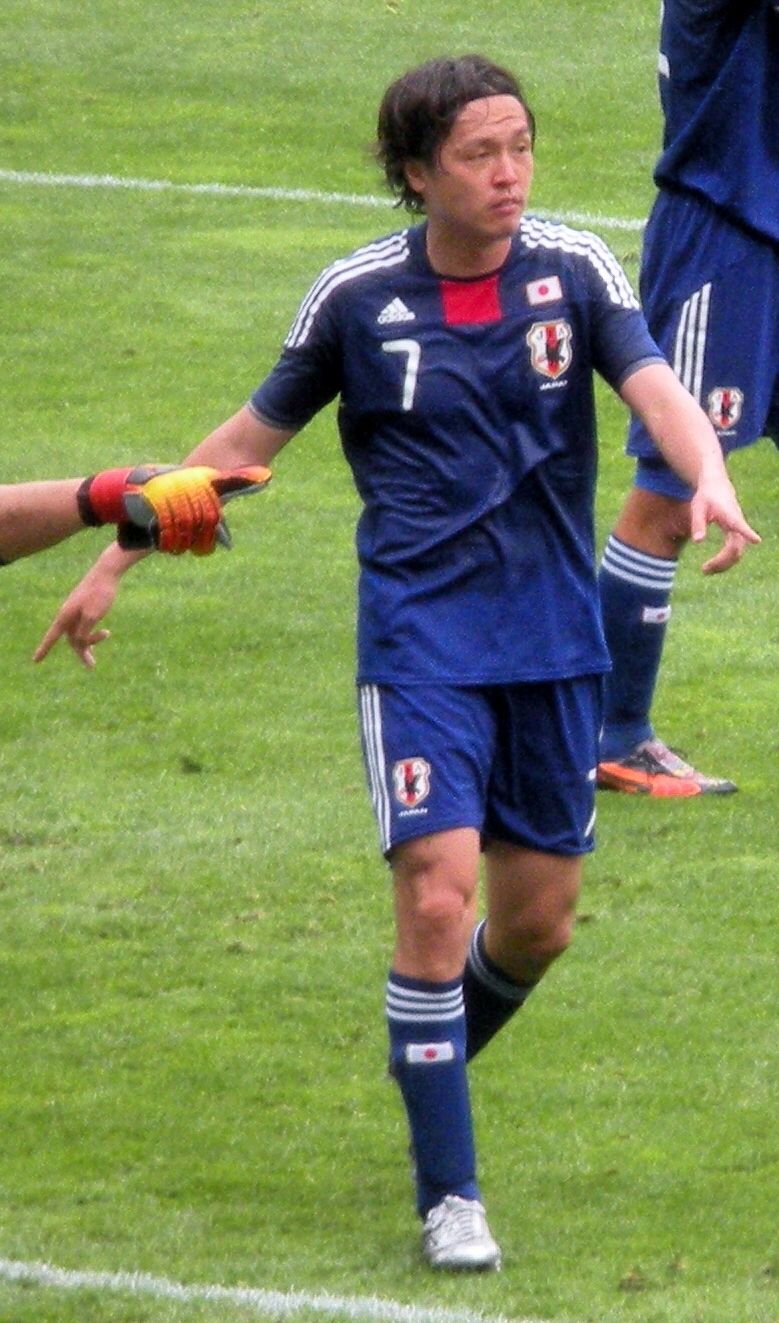
Endō en 2010.

El 12 de mayo de 2014 fue incluido por el entrenador Alberto Zaccheroni en la lista final de 23 jugadores que representarán a Japón en la Copa Mundial de Fútbol de 2014 en Brasil, marcando así la tercera ocasión que Endo participará en una Copa del Mundo con su selección.

#### Participaciones en Copas del Mundo
| Mundial                        | Sede      | Resultado        | Partidos | Goles |
| ------------------------------ | --------- | ---------------- | -------- | ----- |
| Copa Mundial de Fútbol de 2006 | Alemania  | Primera fase     | 0        | 0     |
| Copa Mundial de Fútbol de 2010 | Sudáfrica | Octavos de final | 4        | 1     |
| Copa Mundial de Fútbol de 2014 | Brasil    | Primera fase     | 3        | 0     |

#### Participaciones en Copa Asiática
| Copa               | Sede      | Resultado        | Partidos | Goles |
| ------------------ | --------- | ---------------- | -------- | ----- |
| Copa Asiática 2004 | China     | Campeón          | 5        | 0     |
| Copa Asiática 2007 | Indonesia | Cuarto lugar     | 6        | 1     |
| Copa Asiática 2011 | Catar     | Campeón          | 6        | 0     |
| Copa Asiática 2015 | Australia | Cuartos de final | 4        | 1     |

#### Campeonato de Fútbol del Este de Asia
| Copa                       | Sede          | Resultado    | Partidos | Goles |
| -------------------------- | ------------- | ------------ | -------- | ----- |
| Copa del Este de Asia 2003 | Japón         | Subcampeón   | 3        | 0     |
| Copa del Este de Asia 2005 | Corea del Sur | Subcampeón   | 1        | 0     |
| Copa del Este de Asia 2008 | China         | Subcampeón   | 3        | 0     |
| Copa del Este de Asia 2010 | Japón         | Tercer lugar | 3        | 1     |

#### Copa Confederaciones
| Copa                           | Sede     | Resultado     | Partidos | Goles |
| ------------------------------ | -------- | ------------- | -------- | ----- |
| Copa FIFA Confederaciones 2003 | Francia  | Primera ronda | 3        | 0     |
| Copa FIFA Confederaciones 2005 | Alemania | Primera ronda | 1        | 0     |
| Copa FIFA Confederaciones 2013 | Brasil   | Primera ronda | 3        | 0     |

### Como entrenador
Tras anunciar su retiro como jugador en enero de 2024, fue anunciado como nuevo entrenador adjunto del Gamba Osaka, formando parte del equipo técnico de Daniel Poyatos.

## Estadísticas

### Clubes
- Actualizado hasta el 19 de abril de 2018.

| Club | Div.          | Temporada     | Liga  | Liga  | Liga   | Copas nacionales(1) | Copas nacionales(1) | Copas nacionales(1) | Copas internacionales(2) | Copas internacionales(2) | Copas internacionales(2) | Total | Total | Total  | Media goleadora(3) |
| Club | Div.          | Temporada     | Part. | Goles | Asist. | Part.               | Goles               | Asist.              | Part.                    | Goles                    | Asist.                   | Part. | Goles | Asist. | Media goleadora(3) |
| --- | ------------- | ------------- | ----- | ----- | ------ | ------------------- | ------------------- | ------------------- | ------------------------ | ------------------------ | ------------------------ | ----- | ----- | ------ | ------------------ |
| Yokohama Flügels |               |               |       |       |        |                     |                     |                     |                          |                          |                          |       |       |        |                    |
| 1.ª | 1998          | 16            | 1     |       | 4      | 0                   |                     | —                   | —                        | —                        | 20                       | 1     | 0     | 0,05   |                    |
| Total club | Total club    | 16            | 1     | 0     | 4      | 0                   | 0                   | 0                   | 0                        | 0                        | 20                       | 1     | 0     | 0,05   |                    |
| Kyoto Purple Sanga |               |               |       |       |        |                     |                     |                     |                          |                          |                          |       |       |        |                    |
| 1.ª | 1999          | 24            | 4     |       | 4      | 0                   |                     | —                   | —                        | —                        | 28                       | 4     | 0     | 0,14   |                    |
| 1.ª | 2000          | 29            | 5     |       | 7      | 1                   |                     | —                   | —                        | —                        | 36                       | 6     |       | 0,17   |                    |
| Total club | Total club    | 53            | 9     | 0     | 11     | 1                   | 0                   | 0                   | 0                        | 0                        | 64                       | 10    | 0     | 0,16   |                    |
| Gamba Osaka |               |               |       |       |        |                     |                     |                     |                          |                          |                          |       |       |        |                    |
| 1.ª | 2001          | 29            | 4     |       | 7      | 1                   |                     | —                   | —                        | —                        | 36                       | 5     | 0     | 0,14   |                    |
| 1.ª | 2002          | 30            | 5     |       | 9      | 1                   |                     | —                   | —                        | —                        | 39                       | 6     | 0     | 0,15   |                    |
| 1.ª | 2003          | 30            | 4     | 3     | 8      | 0                   |                     | —                   | —                        | —                        | 38                       | 4     | 3     | 0,11   |                    |
| 1.ª | 2004          | 29            | 9     | 7     | 3      | 0                   |                     | —                   | —                        | —                        | 32                       | 9     | 7     | 0,28   |                    |
| 1.ª | 2005          | 33            | 10    | 6     | 6      | 0                   |                     | —                   | —                        | —                        | 39                       | 10    | 6     | 0,26   |                    |
| 1.ª | 2006          | 25            | 9     | 9     | 5      | 1                   |                     | 8                   | 4                        | 1                        | 38                       | 14    | 10    | 0,37   |                    |
| 1.ª | 2007          | 34            | 8     | 12    | 13     | 1                   |                     | —                   | —                        | —                        | 47                       | 9     | 12    | 0,19   |                    |
| 1.ª | 2008          | 27            | 6     | 6     | 4      | 0                   |                     | 13                  | 5                        |                          | 44                       | 11    | 6     | 0,25   |                    |
| 1.ª | 2009          | 32            | 10    | 9     | 7      | 3                   |                     | 6                   | 1                        |                          | 45                       | 14    | 9     | 0,31   |                    |
| 1.ª | 2010          | 30            | 3     | 14    | 3      | 2                   |                     | 3                   | 0                        |                          | 36                       | 5     | 14    | 0,14   |                    |
| 1.ª | 2011          | 33            | 4     | 10    | 0      | 0                   | 0                   | 7                   | 1                        | 1                        | 40                       | 5     | 11    | 0,13   |                    |
| 1.ª | 2012          | 34            | 5     | 7     | 6      | 3                   | 1                   | 4                   | 1                        | 0                        | 44                       | 9     | 8     | 0,20   |                    |
| 2.ª | 2013          | 33            | 5     | 14    | 0      | 0                   | 0                   | —                   | —                        | —                        | 33                       | 5     | 14    | 0,15   |                    |
| 1.ª | 2014          | 34            | 6     | 15    | 11     | 0                   | 5                   | —                   | —                        | —                        | 45                       | 6     | 20    | 0,13   |                    |
| 1.ª | 2015          | 37            | 5     | 9     | 8      | 1                   | 3                   | 13                  | 0                        | 2                        | 58                       | 6     | 14    | 0,10   |                    |
| 1.ª | 2016          | 34            | 2     | 5     | 6      | 1                   | 2                   | 5                   | 1                        | 0                        | 45                       | 4     | 7     | 0,09   |                    |
| 1.ª | 2017          | 31            | 1     | 4     | 5      | 0                   | 3                   | 7                   | 0                        | 3                        | 43                       | 1     | 10    | 0,02   |                    |
| 1.ª | 2018          | 8             | 1     | 2     | 3      | 0                   | 0                   | —                   | —                        | —                        | 11                       | 1     | 2     | 0,09   |                    |
| Total club | Total club    | 543           | 97    | 132   | 104    | 14                  | 14                  | 66                  | 13                       | 7                        | 713                      | 124   | 153   | 0,17   |                    |
| Total carrera | Total carrera | Total carrera | 612   | 107   | 132    | 119                 | 15                  | 14                  | 66                       | 13                       | 7                        | 797   | 135   | 153    | 0,17               |
| (1) Incluye datos de Copa del Emperador (1998-Presente), Copa J. League (1998-2012, 2014-Presente) y Supercopa de Japón (2006-2007, 2009-2010, 2015-2016). (2) Incluye datos de Liga de Campeones de la AFC (2006, 2008-2012, 2015-2017), Copa de Campeones A3 (2006), Copa Mundial de Clubes de la FIFA (2008) y Copa Suruga Bank (2015). (3) No incluye goles en partidos amistosos. |               |               |       |       |        |                     |                     |                     |                          |                          |                          |       |       |        |                    |

### Selección nacional
| Selección | Temporada     | Asia(A) | Asia(A) | Asia(A) | Mundiales(B) | Mundiales(B) | Mundiales(B) | Amistosos | Amistosos | Amistosos | Total | Total | Total  | Media goleadora |
| Selección | Temporada     | Part.   | Goles   | Asist.  | Part.        | Goles        | Asist.       | Part.     | Goles     | Asist.    | Part. | Goles | Asist. | Media goleadora |
| --- | ------------- | ------- | ------- | ------- | ------------ | ------------ | ------------ | --------- | --------- | --------- | ----- | ----- | ------ | --------------- |
| Absoluta Japón |               |         |         |         |              |              |              |           |           |           |       |       |        |                 |
| 2002 | —             | —       | —       | —       | —            | —            | 1            | 0         |           | 1         | 0     | 0     | 0,00   |                 |
| 2003 | 3             | 0       |         | 3       | 0            |              | 5            | 1         |           | 11        | 1     | 0     | 0,09   |                 |
| 2004 | 5             | 0       |         | 2       | 0            |              | 9            | 2         |           | 16        | 2     | 0     | 0,13   |                 |
| 2005 | 1             | 0       |         | 4       | 0            |              | 3            | 0         | 1         | 8         | 0     | 1     | 0,00   |                 |
| 2006 | 4             | 0       |         | —       | —            | —            | 4            | 0         |           | 8         | 0     | 0     | 0,00   |                 |
| 2007 | 6             | 1       | 4       | —       | —            | —            | 7            | 0         | 4         | 13        | 1     | 8     | 0,08   |                 |
| 2008 | 3             | 1       |         | 9       | 2            | 2            | 4            | 0         |           | 16        | 3     | 2     | 0,19   |                 |
| 2009 | 2             | 0       |         | 3       | 0            |              | 7            | 0         | 3         | 12        | 0     | 3     | 0,00   |                 |
| 2010 | 4             | 1       | 1       | 4       | 1            |              | 7            | 0         | 1         | 15        | 2     | 2     | 0,13   |                 |
| 2011 | 6             | 0       | 1       | 4       | 0            | 1            | 3            | 0         |           | 13        | 0     | 2     | 0,00   |                 |
| 2012 | —             | —       | —       | 6       | 1            | 2            | 5            | 0         |           | 11        | 1     | 2     | 0,09   |                 |
| 2013 | —             | —       | —       | 6       | 0            | 3            | 10           | 2         | 2         | 16        | 2     | 5     | 0,13   |                 |
| 2014 | —             | —       | —       | 2       | 0            |              | 6            | 2         | 1         | 8         | 2     | 1     | 0,25   |                 |
| 2015 | 4             | 1       |         | —       | —            | —            | —            | —         | —         | 4         | 1     | 0     | 0,25   |                 |
| Total | 38            | 4       | 6       | 43      | 4            | 8            | 71           | 7         | 12        | 152       | 15    | 26    | 0,10   |                 |
| Total carrera | Total carrera | 38      | 4       | 6       | 43           | 4            | 8            | 71        | 7         | 12        | 152   | 15    | 26     | 0,10            |
| (A) Incluye datos de fases de clasificación para campeonatos asiáticos. (B) Incluye datos de fases de clasificación para campeonatos mundiales. |               |         |         |         |              |              |              |           |           |           |       |       |        |                 |

### Goles internacionales
| #  | Fecha                    | Sede                                              | Oponente            | Gol | Resultado | Competición                                   |
| -- | ------------------------ | ------------------------------------------------- | ------------------- | --- | --------- | --------------------------------------------- |
| 1  | 20 de agosto de 2003     | Estadio Olímpico de Tokio, Tokio, Japón           | Nigeria             | 3–0 | 3–0       | Amistoso                                      |
| 2  | 7 de febrero de 2004     | Estadio de Kashima, Kashima, Japón                | Malasia             | 4–0 | 4–0       | Amistoso                                      |
| 3  | 7 de julio de 2004       | Estadio Nissan, Yokohama, Japón                   | Serbia y Montenegro | 1–0 | 1–0       | Amistoso                                      |
| 4  | 16 de julio de 2007      | Estadio Nacional Mỹ Đình, Hanói, Vietnam          | Vietnam             | 2–1 | 4–1       | Copa Asiática 2007                            |
| 5  | 6 de febrero de 2008     | Estadio Saitama 2002, Saitama, Japón              | Tailandia           | 1–0 | 4–1       | Clasificación para la Copa Mundial de 2010    |
| 6  | 7 de junio de 2008       | Estadio de la Policía Real de Omán, Mascate, Omán | Omán                | 1–1 | 1–1       | Clasificación para la Copa Mundial de 2010    |
| 7  | 6 de septiembre de 2008  | Estadio Nacional de Baréin, Riffa, Baréin         | Baréin              | 2–0 | 3–2       | Clasificación para la Copa Mundial de 2010    |
| 8  | 14 de febrero de 2010    | Estadio Olímpico de Tokio, Tokio, Japón           | Corea del Sur       | 1–0 | 1–3       | Campeonato de Fútbol de Asia Oriental de 2010 |
| 9  | 24 de junio de 2010      | Estadio Royal Bafokeng, Rustenburg, Sudáfrica     | Dinamarca           | 2–0 | 3–1       | Copa Mundial de 2010                          |
| 10 | 15 de agosto de 2012     | Domo de Sapporo, Sapporo, Japón                   | Venezuela           | 1–0 | 1–1       | Amistoso                                      |
| 11 | 6 de septiembre de 2013  | Estadio Yanmar Nagai, Osaka, Japón                | Guatemala           | 3–0 | 3–0       | Amistoso                                      |
| 12 | 10 de septiembre de 2013 | Estadio Nissan, Yokohama, Japón                   | Ghana               | 2–1 | 3–1       | Amistoso                                      |
| 13 | 2 de junio de 2014       | Estadio Raymond James, Tampa, Estados Unidos      | Costa Rica          | 1–1 | 3–1       | Amistoso                                      |
| 14 | 14 de noviembre de 2014  | Estadio Toyota, Toyota, Japón                     | Honduras            | 3–0 | 6–0       | Amistoso                                      |
| 15 | 12 de enero de 2015      | Estadio Hunter, Newcastle, Australia              | Palestina           | 1–0 | 4–0       | Copa Asiática 2015                            |

### Resumen estadístico
|                       | Partidos | Goles | Promedio |
| --------------------- | -------- | ----- | -------- |
| Liga                  | 612      | 107   | 0,17     |
| Copas nacionales      | 119      | 15    | 0,13     |
| Copas internacionales | 66       | 13    | 0,20     |
| Selección de Japón    | 152      | 15    | 0,10     |
| Total                 | 949      | 150   | 0,16     |

## Palmarés

### Campeonatos nacionales
| Título             | Club             | País  | Año  |
| ------------------ | ---------------- | ----- | ---- |
| Copa del Emperador | Yokohama Flügels | Japón | 1998 |
| J1 League          | Gamba Osaka      | Japón | 2005 |
| Copa de la Liga    | Gamba Osaka      | Japón | 2007 |
| Supercopa de Japón | Gamba Osaka      | Japón | 2007 |
| Copa del Emperador | Gamba Osaka      | Japón | 2008 |
| Copa del Emperador | Gamba Osaka      | Japón | 2009 |
| J2 League          | Gamba Osaka      | Japón | 2013 |
| Copa del Emperador | Gamba Osaka      | Japón | 2014 |
| J1 League          | Gamba Osaka      | Japón | 2014 |
| Copa de la Liga    | Gamba Osaka      | Japón | 2014 |
| Copa del Emperador | Gamba Osaka      | Japón | 2015 |
| Supercopa de Japón | Gamba Osaka      | Japón | 2015 |

### Copas internacionales
| Título                            | Equipo (*)         | Sede  | Año  |
| --------------------------------- | ------------------ | ----- | ---- |
| Copa Kirin                        | Selección de Japón | China | 2004 |
| Copa Asiática                     | Selección de Japón | China | 2004 |
| Copa de Naciones Afroasiáticas    | Selección de Japón | China | 2007 |
| Copa Kirin                        | Selección de Japón | China | 2007 |
| Copa Kirin                        | Selección de Japón | China | 2008 |
| Campeonato Pan-Pacífico de Clubes | Gamba Osaka        | Japón | 2008 |
| Liga de Campeones de la AFC       | Gamba Osaka        | Japón | 2008 |
| Copa Kirin                        | Selección de Japón | China | 2009 |
| Copa Asiática                     | Selección de Japón | Catar | 2011 |

(*) Incluyendo la selección

### Distinciones individuales
| Distinción                                           | Año                                                                    |
| ---------------------------------------------------- | ---------------------------------------------------------------------- |
| Incluido en el once ideal de la J. League (12 veces) | 2003, 2004, 2005, 2006, 2007, 2008, 2009, 2010, 2011, 2012, 2014, 2015 |
| Mejor jugador de la Liga de Campeones de la AFC      | 2008                                                                   |
| Futbolista japonés del año (2 veces)                 | 2008, 2014                                                             |
| Jugador más valioso de la J. League                  | 2014                                                                   |
| Futbolista asiático del año                          | 2009                                                                   |